# Daliyat el-Carmel
Daliyat el-Carmel (en hebreo, דאליית אל-כרמל; en árabe, دالية الكرمل) es un pueblo druso de casi 24 000 habitantes que, junto con Isfiya, conforma el nuevo municipio de Ciudad Carmel, en el distrito de Haifa de Israel.
En el siglo XVIII había en la zona más de diez pueblos drusos, que fueron destruidos a principios del siglo XIX durante una rebelión. Solo décadas después los drusos pudieron retornar a su tierra.
A diferencia de los drusos que viven en los altos del Golán, que en general se sienten parte de Siria, los drusos del Carmelo apoyan de forma decidida al Estado de Israel. Junto con los judíos, son el otro grupo de población israelí que sirve regularmente en las Fuerzas de Defensa Israelíes, a menudo en unidades de élite.
Unos cuantos kilómetros al sur de Daliyat el-Carmel está Muhraga, uno de los dos conventos de frailes carmelitas que todavía quedan en el Monte Carmelo.
- Datos: Q2667061
- Multimedia: Dalyat al-Karmel / Q2667061